# São Mateus (Espírito Santo)
São Mateus is een gemeente in de Braziliaanse deelstaat Espírito Santo. De gemeente telt 128.449 inwoners (schatting 2017).
De plaats is zetel van het rooms-katholieke bisdom São Mateus.

## Hydrografie
De plaats ligt bij de rivier de São Mateus.

## Aangrenzende gemeenten
De gemeente grenst aan Boa Esperança, Conceição da Barra, Jaguaré, Linhares, Nova Venécia, Pinheiros, São Gabriel da Palha en Vila Valério.

## Verkeer en vervoer
De plaats ligt aan de noord-zuidlopende weg BR-101 tussen Touros en São José do Norte. Daarnaast ligt ze aan de wegen BR-381, ES-315 en ES-381.

## Geboren
- Sávio Moreira de Oliveira (2004), voetballer

## Galerij

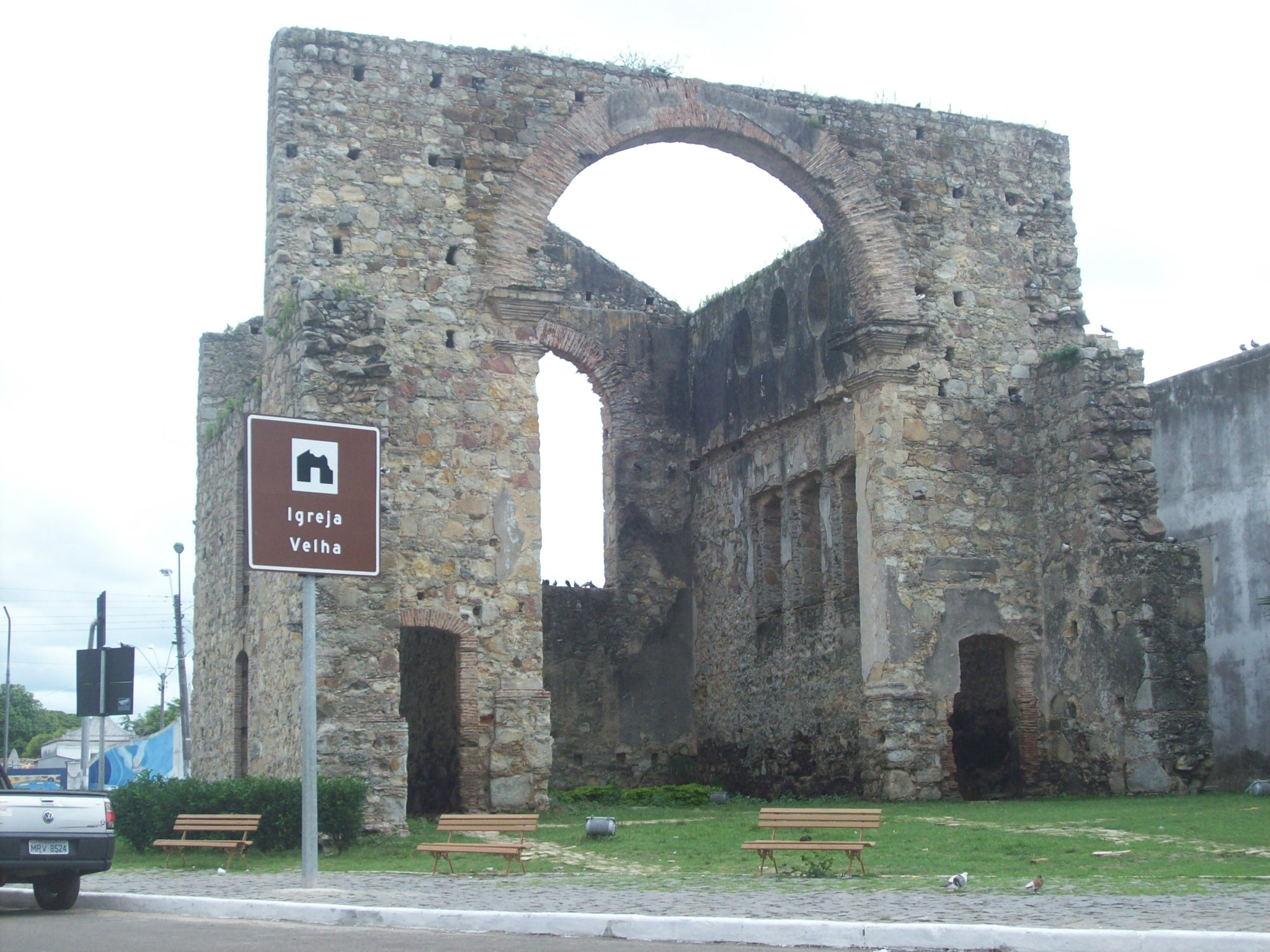
Ruïne van de oude kerk